# Friedhofskreuz (Puiseux-Pontoise)

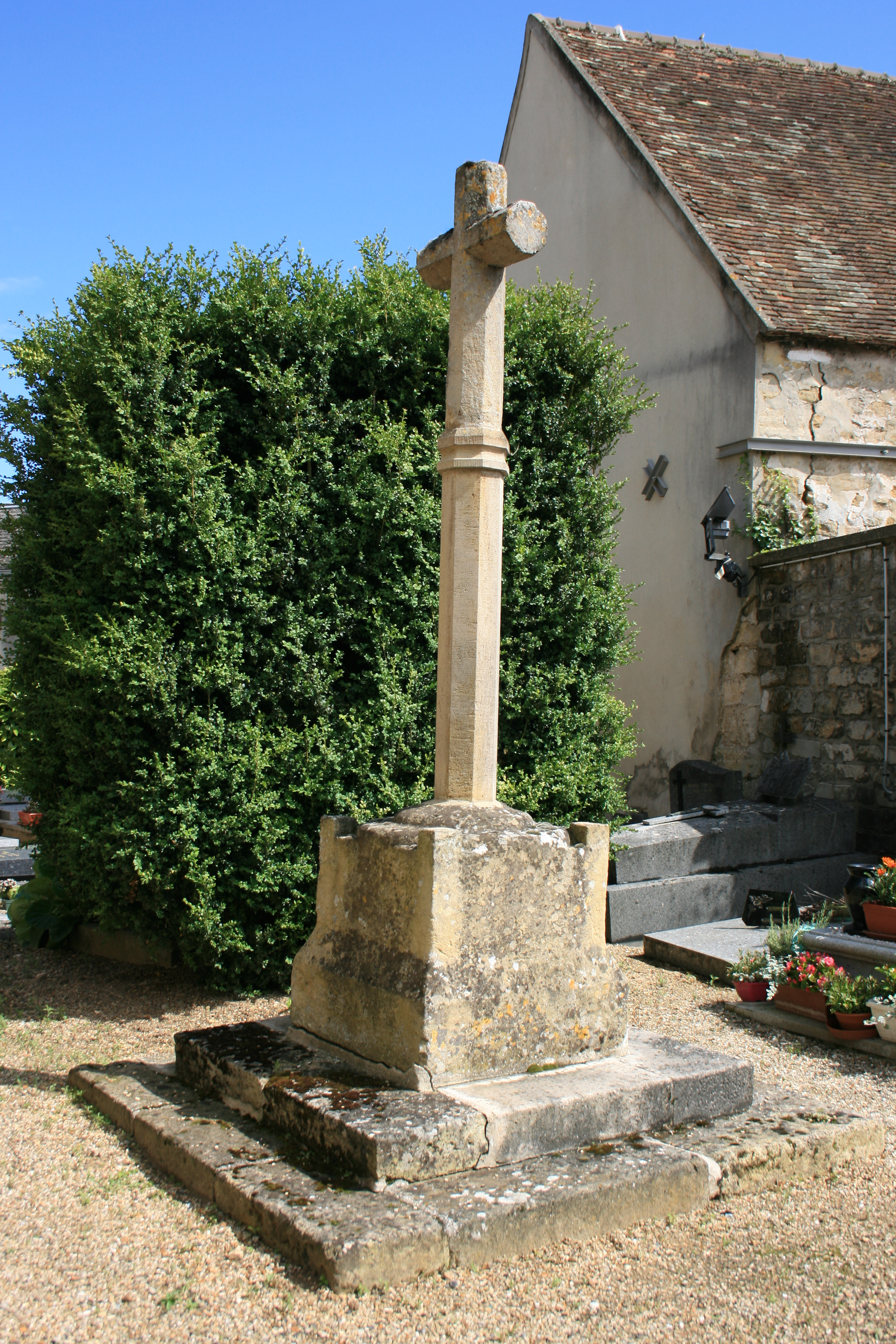
Friedhofskreuz in Puiseux-Pontoise

Das Friedhofskreuz (französisch Croix de cimetière) in Puiseux-Pontoise, einer französischen Gemeinde im Département Val-d’Oise in der Region Île-de-France, wurde im 14. Jahrhundert geschaffen. Das Kreuz auf dem kommunalen Friedhof ist seit 1938 als Monument historique klassifiziert.
Der Sockel und das Steinkreuz wurden jeweils aus einem Monolithen herausgehauen.